# Ґейл Міллер (ватерполістка)
Ґейл Міллер (англ. Gail Miller, 30 листопада 1976) — австралійська ватерполістка і плавчиня.
Олімпійська чемпіонка 2000 року.